# معادلة برايس
معادلة برايس (بالإنجليزيّة: Price equation) المعروفة أيضًا بمبرهنة برايس، هي معادلة في نظرية التطور والانتخاب الطبيعي، تصف كيفيّة تغيُّر تواتر جين أو صفة عبر الزمن. تستخدم تلك المعادلة التغاير الإحصائيّ بين الصفة والصلاحيّة، لتوفير وصف رياضياتيّ للتطور والانتخاب الطبيعيّ. إنها توفِّر طريقةً لفهم تأثير انتقال الجينات وتأثير الانتخاب الطبيعيّ على نسبة من الجينات خلال كل جيل جديد من الجماعة الحيّة. استنتج معادلة برايس جورج ر. برايس بعمله في لندن لإعادة استنتاج عمل ويليام دونالد هاملتون على انتقاء القرابة. بُنيت العديد من الأمثلة على معادلة برايس للعديد من الحالات التطوريّة. كما أن لمعادلة برايس تطبيقات أخرى في علم الاقتصاد.

## البيان
تُظهر معادلة برايس أن التغيُّر في الكمية المتوسطة لـ[z] من الصفات من جيل لآخر يتحدد بالتباعد بين كمية [zi] من الصفة للجماعة الفرعيّة i وصلاحيّة الجماعة الفرعيّة wi ، مع التغيُّر المتوقَّع في كمية قيمة الصفة بسبب الصلاحيّة والمسماة E(wi Δzi):
{\displaystyle \Delta {z}={\frac {1}{w}}\operatorname {cov} (w_{i},z_{i})+{\frac {1}{w}}\operatorname {E} (w_{i}\,\Delta z_{i}).}
وهنا تكون w متوسط الصلاحيّة عبر الجماعة الحيّة، وE و covيعبِّران عن متوسط الجماعة والتغاير الإحصائيّ على الترتيب.
يتناول حد التغاير الإحصائيّ تأثير الانتخاب الطبيعيّ، إذا كان التغاير بين الصلاحيّة (wi) وقيمة الصفة (zi) إيجابيّ، بالتالي نتوقع أن تكون قيمة الصفة متزايدة في المتوسط عبر الجماعة i. وإذا كان التغاير سلبيًّا، بالتالي تكون الصفة ضارة ويتناقص تواترها مع الزمن.
الحد الثاني (E(wi Δzi)) يُعبِّر عن العوامل الأخرى التي تؤثِّر على تطوُّر الصفات غير الانتقاء المباشر. يمكن للحد أن يضم الانحراف الوراثيّ وتحيُّز الطفرة ومُحفِّز الانقسام الاختزاليّ. كما يمكن للحد أن يضم تأثير الانتقاء متعدد المستويات أو انتقاء المجموعات.
أشار برايس (1972) إلى ذلك بمصطلح «التغيُّر البيئيّ»، وأشار لكلا المصطلحين باستخدام المشتق الجزئيّ (∂NS ∂EC). يشمل هذا المفهوم عن البيئة الأنواع البينيّة والتأثيرات الإيكولوجيّة. يصف برايس ذلك كالأتي:

## الإثبات
فلنفترض أن لدينا جماعة من عدد n من الأفراد لديهم كمية معينة متغيرة من سمة ما. قد يكون العدد n من الأفراد مكونين من مجموعات وكل مجموعة تُظهر كمية معينة من السمة المميزة. قد يقل عدد المجموعات ليصل إلى مجموعة واحدة من كل الأفراد n (تحتوي على قيمة واحدة من الصفة) وقد يزيد عددهم ليصل إلى n من المجموعات وكل منها تحتوي أفرادها على قيمة مميزة من الصفة. وبفهرسة كل مجموعة بـi لكي يكون العضو في المجموعة ni وقيمة الصفة المشاركة بين أعضاء المجموعة هي zi . افترض الآن أن امتلاك zi من الصفة مرتبط بامتلاك صلاحيّة wi حيث يكون الناتج wini معبرًا عن عدد النسل في الجيل القادم. استدل على هذا العدد من النسل من المجموعة i من خلال n’i لكي يكون wi= n’i/ni ، ولنفترض أن z’i هي متوسط كمية الصفة الظاهرة في النسل من مجموعة i. وبالتالي يمكن الاستدلال على كمية التغيُّر في صفة المجموعة i من خلال ∆zi من خلال المعادلة:
{\displaystyle \Delta {z_{i}}\;{\stackrel {\mathrm {def} }{=}}\;z_{i}'-z_{i}}
والآن فلننظر إلى z لتكون متوسط قيمة الصفة في هذه الجماعة وz’ لتكون متوسط قيمة الصفة في الجيل القادم. وعرِّف التغيُّر في متوسط الصفة من خلال ∆z. وبالتالي فإن:
{\displaystyle \Delta {z}\;{\stackrel {\mathrm {def} }{=}}\;z'-z}
لاحظ أن هذا ليس متوسط قيمة ∆zi (لأنه من الممكن ألا تتساوى ni مع n’i)، أيضًا اعتبر w متوسط الصلاحيّة للجماعة. تنص معادلة برايس على:
{\displaystyle w\,\Delta {z}=\operatorname {cov} (w_{i},z_{i})+\operatorname {E} (w_{i}\,\Delta z_{i})}
حيث تكون الدالة E والتغاير الإحصائيّ cov يُعرَّفان على الترتيب في المعادلات 1و2 بالأسفل وتتساويان مع التعريف التقليديّ لمتوسط العينة والتغاير الإحصائيّ، إلا أنهما لا يُقصد بهما أن يكونا تقديرات احصائيّة للصفات في الجماعة. بالتحديد، تعتبر معادلة برايس معادلة اختلاف مُحدِّدة؛ أي أنها تحدد مسار قيمة المتوسط الفعليّ للصفة المتدفِّقة في الجماعة الفعليّة من الأفراد. وبافتراض أن متوسط الصلاحيّة w ليس صفرًا، من المفيد أن تُكتب دومًا على هذا النحو:
{\displaystyle \Delta {z}={\frac {1}{w}}\operatorname {cov} (w_{i},z_{i})+{\frac {1}{w}}\operatorname {E} (w_{i}\,\Delta z_{i})}
في بعض الحالات الخاصة التي تكون فيها الصفة zi=wi (تكون الصلاحيّة هي نفسها الصفة محل الاهتمام)، وبالتالي فإن معادلة برايس تعيد صياغة مبرهنة فيشر الأساسيّة عن الانتخاب الطبيعيّ.
لإثبات معادلة برايس، نحتاج إلى التعريفات التالية؛ إذا كانت ni هي عدد مرات حدوث زوج من الأعداد الحقيقيّة xi وyi فإن:
- قيمة متوسط xi :

| {\displaystyle \operatorname {E} (x_{i})\;{\stackrel {\mathrm {def} }{=}}\;{\frac {1}{\sum _{i}n_{i}}}\sum _{i}x_{i}n_{i}} | {\displaystyle (1)} |
- قيمة التغاير الإحصائيّ بين xi وyi :

| {\displaystyle \operatorname {cov} (x_{i},y_{i})\;{\stackrel {\mathrm {def} }{=}}\;{\frac {1}{\sum _{i}n_{i}}}\sum _{i}n_{i}[x_{i}-\operatorname {E} (x_{i})][y_{i}-\operatorname {E} (y_{i})]=\operatorname {E} (x_{i}y_{i})-\operatorname {E} (x_{i})\operatorname {E} (y_{i})} | {\displaystyle (2)} |
وسوف يُستخدم xi=E(xi) إذا كان مناسبًا.
افترض أن هناك جماعة من الكائنات الحية لدى جميعها صفة وراثيّة موصوفة بالأعداد الحقيقيّة. على سبيل المثال، تُعبِّر القيم العالية للأعداد عن زيادة حدة البصر في بعض الكائنات الحية عن غيرها التي لديها قيم قليلة عن تلك الصفة. يمكن تعريف المجموعات في الجماعة المتسمة بامتلاك نفس القيمة من الصفة. ولنعتبر أن الرمز i يُعرِّف المجموعة ذات الصفة zi ولنعتبر أن ni هي عدد الكائنات في المجموعة. يكون العدد الكامل للكائنات حيثما n هو:
{\displaystyle n=\sum _{i}n_{i}}
تُعرَّف القيمة المتوسطة للصفة z كالتالي:
| {\displaystyle z\;{\stackrel {\mathrm {def} }{=}}\;\operatorname {E} (z_{i})={\frac {1}{n}}\sum _{i}z_{i}n_{i}} | {\displaystyle (3)} |
الآن افترض أن الجماعة تتكاثر وأن عدد الأفراد في المجموعة i في الجيل القادم يُعبَّر عنه خلال n’i . وتُعرَّف الصلاحيّة الخاصة بالمجموعة wi بأنها نسبة عدد الأفراد في الجيل القادم إلى عدد الأفراد في الجيل السابق. وبالتالي فإن:
| {\displaystyle w_{i}={\frac {n_{i}'}{n_{i}}}} | {\displaystyle (4)\,} |
لذلك، فإن القول بأن للمجموعة «صلاحيّة أكبر» هو معادل للقول بأن لأعضائه قدرة أكبر على إنتاج نسل لكل فرد في الجيل القادم. وبالمثل، تُعبر n’i عن العدد الكليّ من الأفراد عبر المجموعات، والذي يمكن التعبير عنه كالتالي:
{\displaystyle n'=\sum _{i}n'_{i}}
كما يمكن أن تظهر صلاحيّة الجماعة بمعدَّل نمو الجماعة ككل، كالتالي:
| {\displaystyle w\;{\stackrel {\mathrm {def} }{=}}\;\operatorname {E} (w_{i})={\frac {1}{n}}\sum _{i}w_{i}n_{i}={\frac {1}{n}}\sum _{i}{\frac {n_{i}'}{n_{i}}}n_{i}={\frac {1}{n}}\sum _{i}n_{i}'={\frac {n'}{n}}} | {\displaystyle (5)} |
بالرغم من أن الجماعة الكلية تنمو، ربما تتغير نسبة الأفراد من مجموعة معينة. بالتحديد، إذا كان لمجموعة صلاحيّة أكبر من مجموعة أخرى، فإن المجموعة ذات الصلاحيّة الأكبر سوف يكون لها زيادة في التمثيل في الجيل القادم عن المجموعة ذات الصلاحيّة الأقل. يُعبِّر متوسط الصلاحيّة عن كيفيّة نمو الجماعات، وتكون المجموعات الأقل من المتوسط في الصلاحيّة ميّالة إلى التناقص في النسبة، بينما المجموعات ذات الصلاحيّة الأعلى من المتوسط سوف تميل إلى التزايد.
بالتوازي مع نسبة الأفراد في كل مجموعة وتغيُّرها عبر الزمن، قد تتغير قيم الصفة داخل مجموعة مفردة بصورة طفيفة من جيل لآخر (بسبب الطفرات مثلًا). يُسبِّب هذان الضغطان معًا إلى تغيُّر القيمة المتوسطة للصفة عبر الجماعة كلها. بافتراض تغيُّر قيمة z’i بنفس الكمية تمامًا لكل أعضاء المجموعة الأصليّة، في الجيل الجديد من المجموعة، تكون القيمة المتوسطة لـz’ للصفة هي:
| {\displaystyle z'={\frac {1}{n'}}\sum _{i}z'_{i}n_{i}'} | {\displaystyle (6)} |
حيث z’i هي كل القيم الجديدة (الممكنة) للصفة في المجموعة i. المعادلة (2) تُظهر:
| {\displaystyle \operatorname {cov} (w_{i},z_{i})=\operatorname {E} (w_{i}z_{i})-wz} | {\displaystyle (7)} |
فلندعو التغيُّر في قيمة الصفة من جماعات الآباء إلى الولدان ∆zi وبالتالي فإن =z’i-zi ∆zi كما نرى من المعادلة (1)، تكون القيمة المتوقعة لـE خطيّة، لذلك:
| {\displaystyle \operatorname {E} (w_{i}\,\Delta z_{i})=\operatorname {E} (w_{i}z'_{i})-\operatorname {E} (w_{i}z_{i})} | {\displaystyle (8)} |
بدمج المعادلات (7) و (8) يؤدي إلى:
| {\displaystyle \operatorname {cov} (w_{i},z_{i})+\operatorname {E} (w_{i}\,\Delta z_{i})=\left[\operatorname {E} (w_{i}z_{i})-wz\right]+\left[\operatorname {E} (w_{i}z'_{i})-\operatorname {E} (w_{i}z_{i})\right]=\operatorname {E} (w_{i}z'_{i})-wz} | {\displaystyle (9)} |
الآن، فلنكمل الحد الأول في المعادلة العليا. من (1) نعلم أن:
{\displaystyle \operatorname {E} (w_{i}z'_{i})={\frac {1}{n}}\sum _{i}w_{i}z'_{i}n_{i}}
وباستبدال تعريف الصلاحيّة، wi= n’i/ni (المعادلة (4))، نحصل على:
| {\displaystyle \operatorname {E} (w_{i}z'_{i})={\frac {1}{n}}\sum _{i}{\frac {n'_{i}}{n_{i}}}z'_{i}n_{i}={\frac {1}{n}}\sum _{i}n'_{i}z'_{i}={\frac {n'}{n}}~{\frac {1}{n'}}\sum _{i}z'_{i}n'_{i}} | {\displaystyle (10)} |
والتالي، بإحلال تعريفات متوسط الصلاحيّة wi= n’i/ni من المعادلة (5)، ومتوسط صفات الابن (z’) من المعادلة (6) يعطي معادلة برايس:
{\displaystyle \operatorname {cov} (w_{i},z_{i})+\operatorname {E} (w_{i}\,\Delta z_{i})=wz'-wz=w\,\Delta z\,}

## معادلة برايس البسيطة
عندما تكون قيمة صفة ما zi لا تتغير من جيل الأب إلى جيل الابن، يصبح الحد الثاني في معادلة برايس صفرًا مما يؤدي إلى نسخة أكثر بساطة من معادلة برايس:
{\displaystyle w\,\Delta z=\operatorname {cov} \left(w_{i},z_{i}\right)}
والتي يمكن إعادة صياغتها كالتالي:
{\displaystyle \Delta z=\operatorname {cov} \left(v_{i},z_{i}\right)}
حيث يكون vi الصلاحيّة الجزئيّة: vi=wi/w
يمكن إثبات معادلة برايس البسيطة باستخدام تعريفات المعادلة (2) بالأعلى. إنها تقوم بهذا التصريح الأساسيّ عن نظرية التطوُّر: «إذا ارتبطت صفة محددة موروثة بزيادة الصلاحيّة الجزئيّة، سيزيد متوسط قيمة الصفة في الجيل الوليد عنه في الجيل الأب».

## التطبيقات
تصف معادلة برايس أي تغيُّر في أي نظام عبر الزمن، ولكنها في أغلب الحالات تُستخدم في علم الأحياء التطوُّريّة. يوفِّر تطوُّر البصر مثالًا على الانتقاء الموجه البسيط. يُظهر تطوُّر فقر الدم المنجليّ كيف أن أفضليّة الزيجوت المتغاير يمكنها أن تؤثر على تطوُّر الصفة. يمكن تطبيق معادلة برايس أيضًا على الصفات المبنية على سياق الجماعات مثل تطوُّر نسب الجنس. علاوة على ذلك، إن معادلة برايس مرنة بما فيه الكفاية لتمثِّل صفات أي نموذج من الدرجة الثانية مثل تطوُّر القابلية على التطفُّر. توفِّر معادلة برايس أيضًا امتدادًا لتأثير المؤسس والذي يُظهر التغيُّر في صفات الجماعات في المستوطنات المختلفة.

## النقد
إن استخدام التغيُّر في متوسط الصفة (z'-z) لكل جيل ليس مناسبًا لقياس التقدُّم التطوريّ في كل الأحوال. فربما يكون هناك حالات يظل فيها المتوسط غير متغيِّر (ويكون التغاير الإحصائيّ بين الصلاحيّة والصفة صفرًا) بينما يتقدَّم التطوُّر على أي حال.
يمكن أن نقرأ نقاشًا مهمًا بشأن استخدام معادلة برايس في فان فيليين 2005: «عن استخدام معادلة برايس». وفان فيليين وزملاؤه 2012: «لا يتساوى انتقاء المجموعات والصلاحيّة الشموليّة؛ معادلة برايس مقارنةً بالنماذج والاحصائيات». يمكن أن نقرأ نقاشًا عن هذا النقد في فرانك (2012).